# Terror a Amityville
Terror a Amityville(títol original: The Amityville Horror) és la primera pel·lícula de la saga de la casa encantada de Amityville. La pel·lícula es va dirigir el 1979 per Stuart Rosenberg i va ser un èxit de públic a pesar que va ser molt injuriada pels crítics de l'època. Està basada en una història real. Ha estat doblada al català.

## Argument
En una localitat de Amityville, el fill gran assassina a tota la seva família. Temps després, George i Kathie Lutz són els nous propietaris de la residència i sense importar-los el que ha passat anteriorment, intenten adaptar-se a la seva nova llar. Ara als Lutz i els seus fills els espera un malson de 28 dies en la qual hauran de sobreviure a la maleïda casa de Amityville

## Repartiment
- James Brolin- George Lutz
- Margot Kidder -	Kathy Lutz
- Rod Steiger -	Pare Delaney
- Do Stroud -	Pare Bolen
- Murray Hamilton -	Pare Ryan
- John Larch -	Pare Nuncio
- Natasha Ryan	 ... 	Amy
- K.C. Martel -	Greg
- Meeno Peluce -	Matt
- Michael Sacks -	Jeff
- Helen Shaver -	Carolyn
- Amy Wright -	Jackie
- Val Avery -	Sergent Gionfriddo
- Irene Dailey -	Tia Helena
- Marc Vahanian -	Jimmy
- Elsa Raven -	Sra. Townsend

## Nominacions
- Oscar a la millor música original per Lalo Schifrin
- Globus d'Or a la millor banda sonora original per Lalo Schifrin